# Instituto Cervantes
El Instituto Cervantes es una organización pública española cuyos dos objetivos principales son la promoción y enseñanza de la lengua española, y la difusión de la cultura de España, Hispanoamérica, Guinea Ecuatorial y el Sáhara Occidental. Toma su nombre del escritor Miguel de Cervantes.
Fundada en 1991 por el Gobierno de España y dependiente del Ministerio de Asuntos Exteriores, está presente en 103 ciudades de 52 países, a través de sus centros, aulas y extensiones. Su sede central está ubicada en el edificio de las Cariátides (o edificio «Cervantes») de la calle de Alcalá de Madrid.
En el plano internacional, el Instituto Cervantes sería el equivalente al Consejo Británico, a la Alianza Francesa, al Instituto Goethe alemán, a la Sociedad Dante Alighieri italiana y al Instituto Camões portugués; todas ellas instituciones dedicadas a la promoción cultural y lingüística de sus respectivos países.

## Historia
Fue creado el 21 de marzo de 1991 por el Gobierno de España, con el alto patrocinio de los reyes de España, bajo el mandato del presidente Felipe González y es dependiente del Ministerio de Asuntos Exteriores.

## Sedes en España

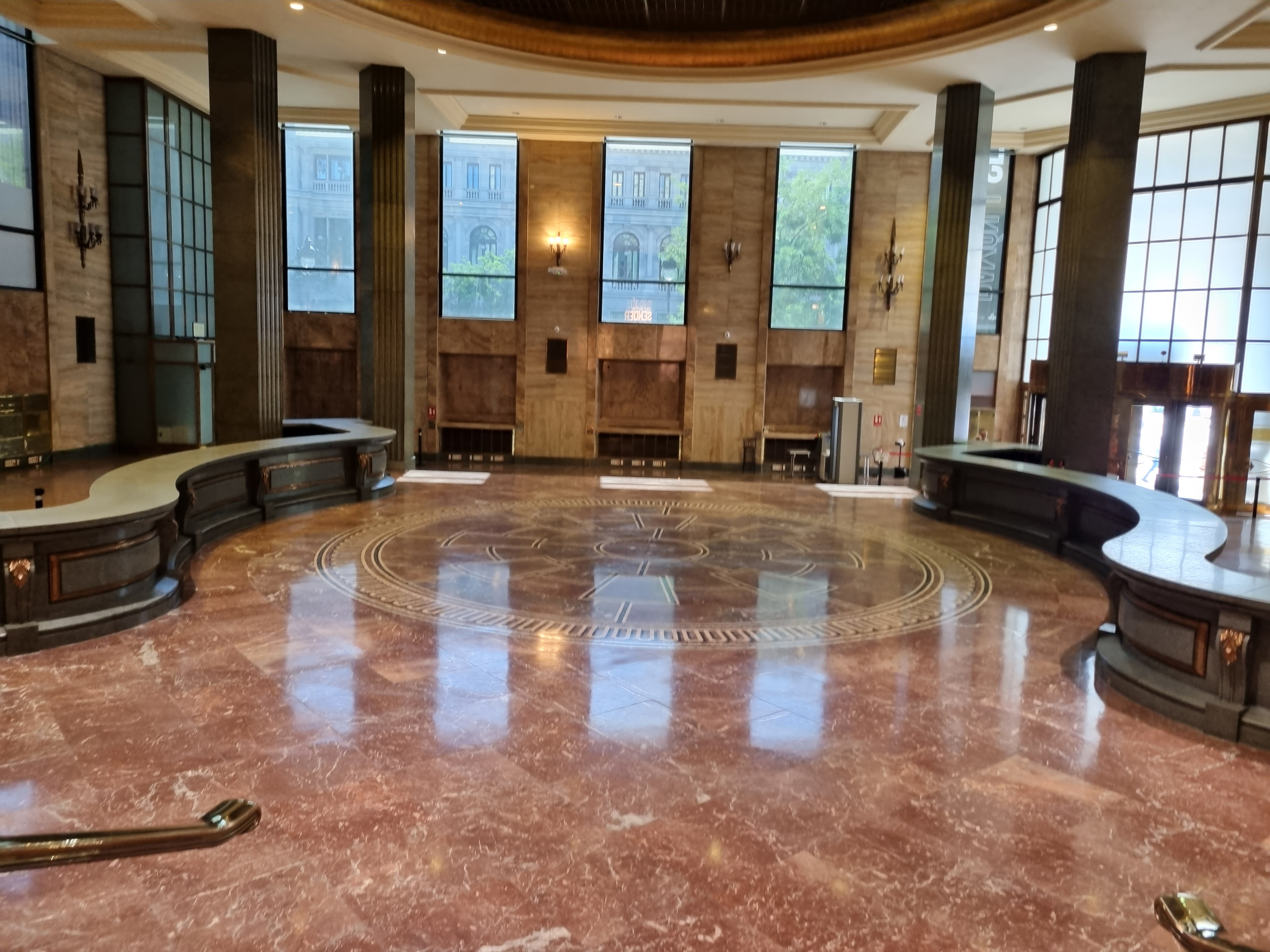
Interior de la sede central del Instituto Cervantes en Madrid.

La sede central está en el número 49 de la calle de Alcalá de Madrid, en el edificio «Cervantes», anteriormente conocido como el edificio «de las Cariátides». El inmueble, ocupado previamente por el Banco Central, fue diseñado en 1918 por los arquitectos Antonio Palacios y Joaquín Otamendi para el Banco Español del Río de la Plata.
Cuenta con una segunda sede en España, que se utiliza como centro de formación de profesores, que está localizada en el Colegio del Rey, en la calle Libreros, 23, de Alcalá de Henares, lugar de nacimiento de Cervantes.

## Objetivos y funciones
Los objetivos del Instituto Cervantes según el artículo constituyente número 3 de Ley 7/1991, de 21 de marzo, son los siguientes:
1. Promover universalmente la enseñanza, el estudio y el uso del español y fomentar cuantas medidas y acciones contribuyan a la difusión y la mejora de la calidad de estas actividades.
2. Contribuir a la difusión de la cultura en el exterior en coordinación con los demás órganos competentes de la Administración del Estado.

Para ello se encarga de:
- Organizar cursos de lengua española.
- Organizar cursos de lenguas cooficiales en España.
- Organizar los exámenes y expedir los Diplomas de Español como Lengua Extranjera (DELE)
- Actualizar los métodos de enseñanza y la formación del profesorado.
- Apoyar la labor de los hispanistas.
- Difundir la lengua española.
- Colaborar con instituciones, sociedades y países hispanoamericanos en la difusión de su cultura.

## Actividad académica

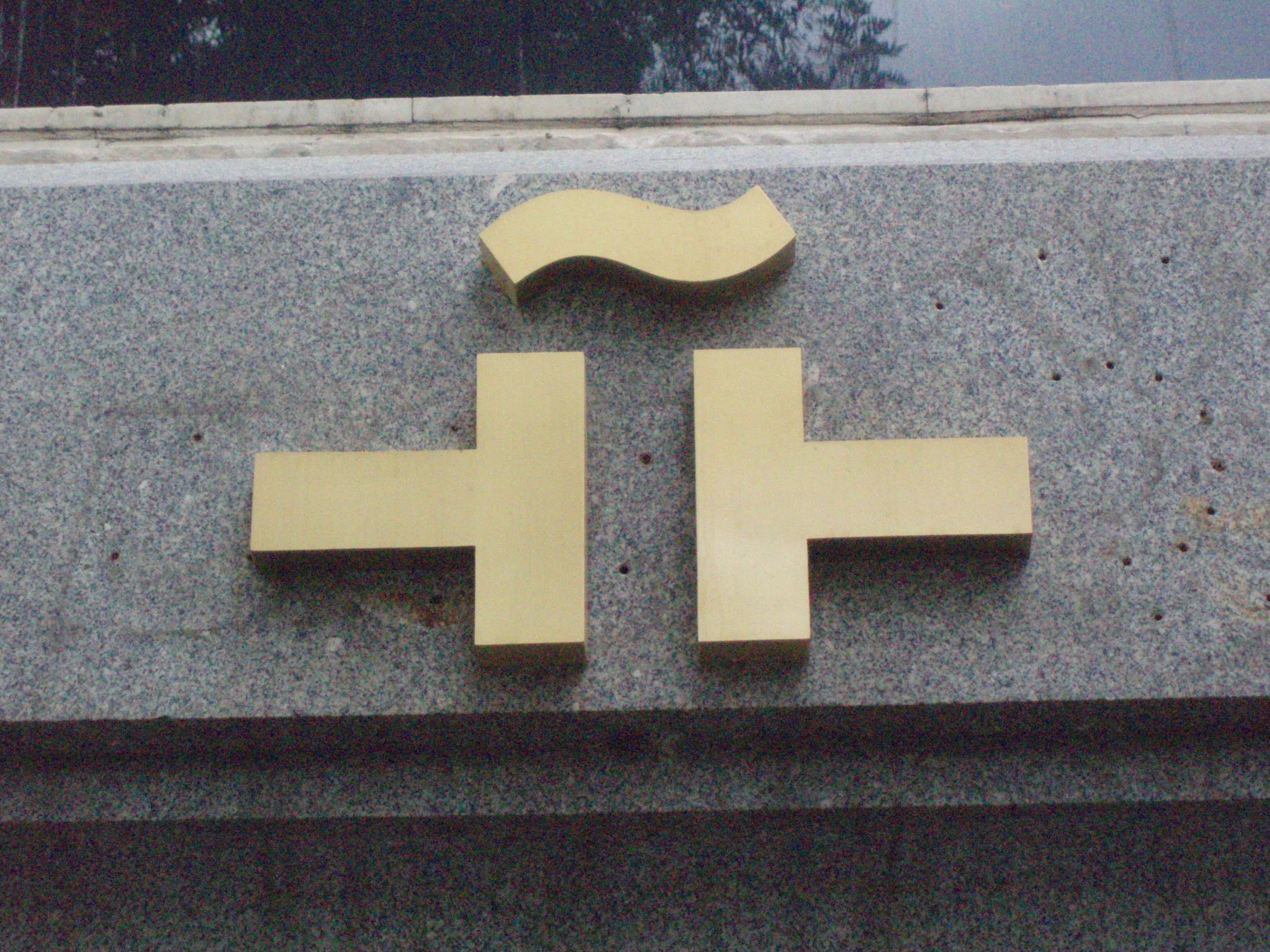
Logo del Instituto.

Es una de las funciones principales del Instituto, que fue creado para extender la cultura y la enseñanza del español en el mundo. Para ello cuenta con 88 centros distribuidos por todo el mundo, 1240 profesores y más de 1600 horas de clase al día.

### Diploma de Español como Lengua Extranjera
Los Diplomas de español como Lengua Extranjera (DELE), creados en 1988, son títulos que certifican el grado de competencia y dominio del español como lengua extranjera. El Instituto Cervantes otorga estos títulos en nombre del Ministerio de Educación y Ciencia de España con la participación de la Universidad de Salamanca en la elaboración de los contenidos y su evaluación. Comprenden seis niveles de aprendizaje: A1, A2, B1, B2, C1, C2.

### Aula Virtual de Español
El Instituto Cervantes cuenta con el Aula Virtual de Español, en el que se organizan cursos por Internet. En España se ha concentrado en la enseñanza de español para inmigrantes, labor realizada en colaboración con las Escuelas Oficiales de Idiomas. En 2009 se llegó a un acuerdo para que el AVE apareciera en la intranet de Starbucks y dar así enseñanza de español a sus empleados en Estados Unidos.

### Centro de Formación de Profesores
El Centro de Formación de Profesores (CFP), establecido en la sede de Alcalá de Henares (Madrid), en el Colegio del Rey, calle Libreros, 23, se ha constituido en centro de referencia en la formación de profesores, tanto inicial como continuada. El mejor ejemplo de esta labor es el máster en Enseñanza del Español como Lengua Extranjera en colaboración con la Universidad Internacional Menéndez Pelayo.

### Congreso Internacional de la Lengua Española
Otra de las funciones del Instituto Cervantes es la organización, junto con la Real Academia Española y la Asociación de Academias de la Lengua Española, de los Congresos Internacionales de la Lengua Española, foros de reflexión sobre el idioma español que se celebran cada tres años en alguna ciudad de España o Hispanoamérica, con la colaboración del país anfitrión. Desde su creación se han celebrado en Zacatecas (México, 1997), Valladolid (España, 2001), Rosario (Argentina, 2004), Cartagena de Indias (Colombia, 2007), Valparaíso (Chile, 2010) —organizado finalmente de forma virtual, puesto que se produjo un terremoto en el país el día previo a la inauguración—, Ciudad de Panamá (Panamá, 2013), San Juan (Puerto Rico, 2016) y Córdoba (Argentina, 2019).

### Lingu@net Europa
Proyecto de la Comisión Europea para facilitar el acceso a recursos de calidad «en línea» para el aprendizaje de las lenguas europeas.

### Archivo Gramatical de la Lengua Española
El Archivo Gramatical de la Lengua Española (AGLE) es un proyecto de informatizar los miles de fichas manuscritas del gramático Salvador Fernández Ramírez, finalizado y publicado en 2010 en el Centro Virtual Cervantes.

### Oficina del Español en la Sociedad de la Información
La Oficina del Español en la Sociedad de la Información (OESI) está dedicado a promocionar la presencia del español en el ámbito de las tecnologías de la información.

### Portal del hispanismo
Centro de referencia del hispanismo en internet. Se inició como una triple base de datos (departamentos de español, hispanistas y asociaciones) de acceso gratuito. Ahora se puede encontrar información sobre:
- Departamentos y centros de investigación universitarios con departamento de español.
- Asociaciones de hispanistas y de profesores de español.
- Información sobre congresos, seminarios, jornadas o conferencias.
- Últimas noticias.
- Ofertas públicas de becas, cursos especializados y ofertas de empleo.
- Recursos en Internet para investigadores.
- Enlaces relacionados.

### Red de Centros Asociados
Red de centros de enseñanza de español cuyos programas de enseñanza, instalaciones y organización han sido reconocidos por el Instituto Cervantes. Los centros de la red que se encuentran en España reciben la denominación de Centros Acreditados. En Brasil existe una red de Centros de significada importancia como son: Recife, São Paulo, Río de Janeiro, Porto Alegre, Salvador de Bahía, Bello Horizonte, Brasilia y Curitiba. Todos desarrollan una intensa actividad cultural, especialmente Salvador de Bahía, del que dependen catorce centros repartidos entre Guatemala y Colombia.

### Red de bibliotecas del Instituto Cervantes (RBIC)
La red de bibliotecas del Instituto Cervantes está integrada en el Sistema Bibliotecario Español y representa la mayor red de bibliotecas españolas en el mundo. Cada biblioteca recibe el nombre de uno de los grandes autores de la cultura española e hispanoamericana. Corresponde a las sesenta bibliotecas, incluida una biblioteca en Madrid, garantizar a los usuarios el acceso a la información y la documentación necesarias que permitan el desarrollo del estudio, la docencia, la investigación, el conocimiento de la cultura española, el ocio y entretenimiento. Sus funciones son:
- Difusión y generación de información, promoción de la comunicación y estimulación del conocimiento de la cultura hispánica en un contexto internacional.
- Gestión de los instrumentos y herramientas de información necesarios para el desarrollo de la política cultural y educativa de la institución.

### Observatorios del Español

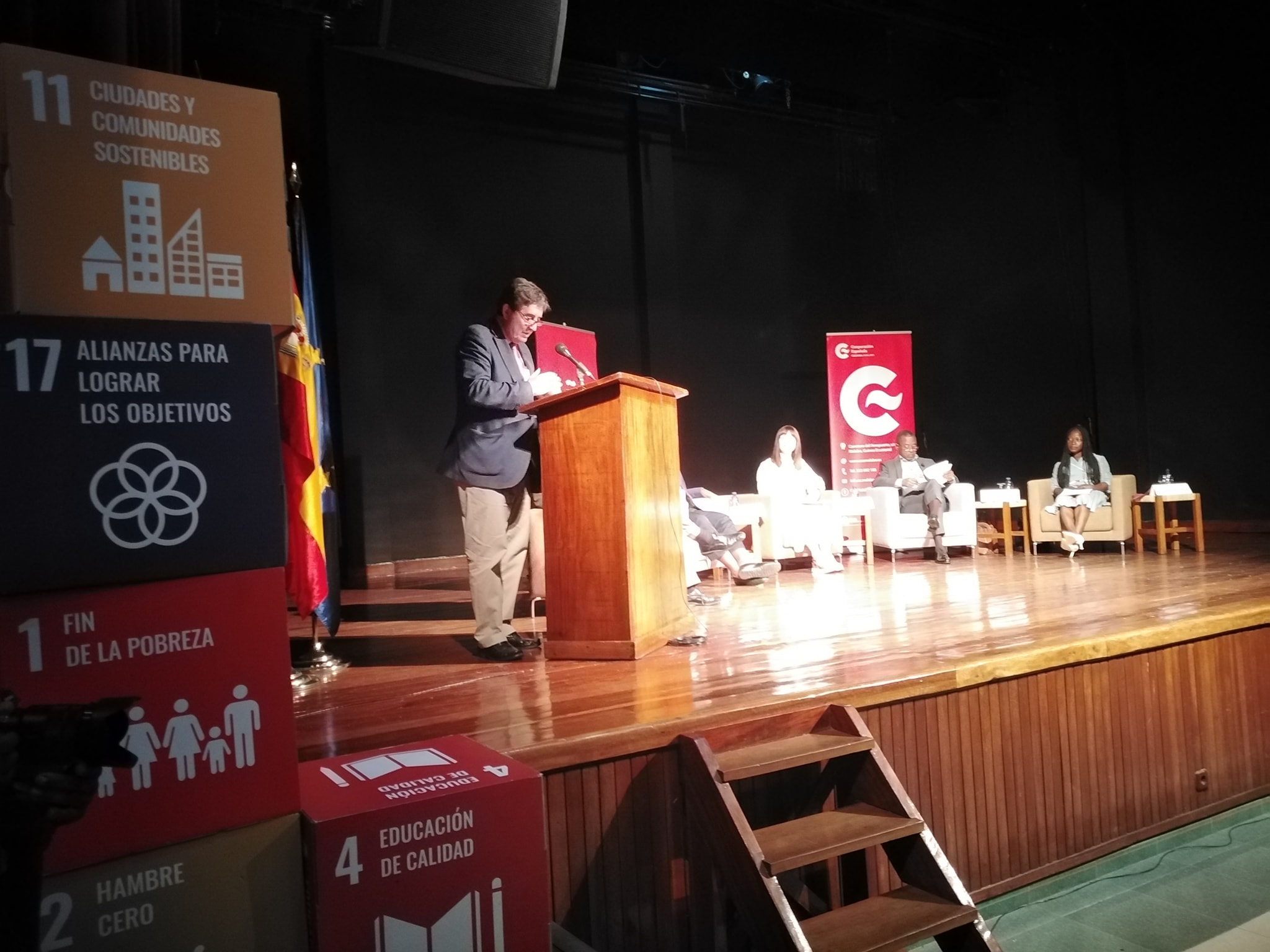
15.ª edición de la Tribuna del Hispanismo del Instituto Cervantes en el Centro Cultural de España en Malabo (21 de julio de 2022).

- En 2013[11] se crea el Observatorio de la lengua española y las culturas hispánicas en los Estados Unidos.[12]
- En junio de 2022[13] se anunció la creación del Observatorio Global del Español con sede en La Rioja.
- Siguiendo el modelo de estadounidense, en julio de 2022, Luis García Montero anunció la "próxima apertura de un observatorio del Español en África con sede en Malabo",[14] en la apertura de la 15.ª Tribuna del Hispanismo, dedicada las hispanismo ecuatoguineano[15]  que organizó el Instituto Cervantes en el Centro Cultural de España en Malabo.

### Second Life
Desde 2007 el Instituto Cervantes construyó una isla virtual en el mundo tridimensional Second Life, donde ha recreado la sede de Alcalá de Henares. En el mismo se ofrecen exposiciones, conferencias y proyecciones sobre actos que se estén realizando en el «mundo real».

## Actividad cultural

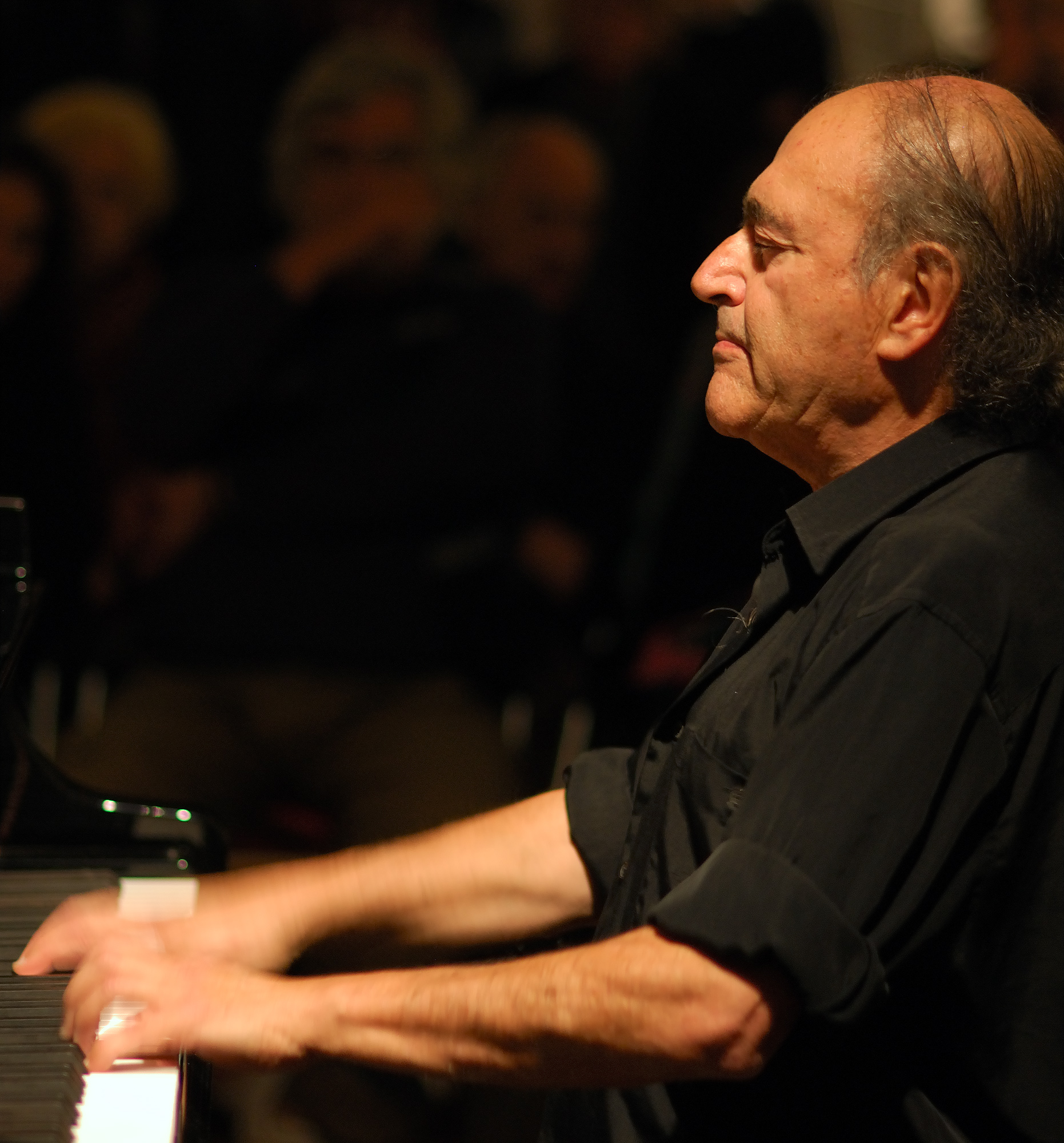
Carles Santos Ventura en el centro de Berlín.

Es la intensa actividad cultural la que otorga al Instituto Cervantes su personalidad y su sello de prestigio en el mundo. Encuentros con escritores, dramaturgos, científicos, ciclos de cine, conciertos musicales, exposiciones, forman parte de la programación del Instituto en decenas de ciudades.
A través de sus centros, el Instituto Cervantes pone a disposición de artistas españoles y de creadores de origen latinoamericano, salas de exposiciones donde exhibir sus obras. También colabora en la organización de conciertos, proyecciones, obras de teatro, etc. relacionados con la cultura hispanoamericana. Algunas de las últimas muestras son:
- Festival literario Benengeli: único festival literario de lengua española que se celebra de forma simultánea en los cinco continentes. En la edición de 2023 se desarrolló en Sídney, Tokio, Manila,Bruselas, Toulouse, Mánchester, Tánger y Los Ángeles; la edición de 2024 tuvo lugar en Sídney,  Manila, Budapest, Utrecht, Bruselas, Toulouse, Mánchester, Madrid,Casablanca, Río de Janeiro, Sao Paulo y Belo Horizonte.

Este festival híbrido congrega a más de cien autores entre los que pueden citarse a: Piedad Bonnett, Guillermo Arriaga, Manuel Longares, Jorge Franco, Santiago Gamboa, Leila Guerriero, David Toscana, Katya Adaui, Alberto Barrera Tyszka, Aroa Moreno Durán, Brenda Navarro, Luis Mateo Díez, Jorge Volpi, Rosa Ribas, Mariana Travacio, Margarita García Robayo, Manuel Vilas, Mayra Montero, Irene Vallejo, Antonio Muñoz Molina, Rubi Guerra y Aixa de la Cruz.
- Testigos del olvido: exposición fotográfica de Juan Carlos Tomasi que rescata ocho de las mayores catástrofes humanas de nuestro tiempo, y cuenta con textos de Mario Vargas Llosa y Juan José Millás, entre otros.
- Festival de las Dos Orillas: festival de danza, teatro y música con artistas marroquíes y españoles que se celebra en Casablanca, Marrakech, Rabat, Tánger y Tetuán.
- Cinco miradas europeas: exhibición de las fotografías de cinco artistas hispanoamericanos y españoles.
- Orgánico en la obra de Calatrava: exposición fotográfica de Luz Martín sobre la obra de Santiago Calatrava en el centro de Belgrado.[17]
- Desde 2009, celebra anualmente El Día E, una jornada de puertas abiertas que tiene lugar el sábado más próximo al solsticio de verano.

## Publicaciones

### Revista Instituto Cervantes
Revista gratuita de periodicidad bimestral, donde se publican los actos que el Instituto Cervantes realizará, tanto en España como en cualquier centro del extranjero, con la intención de informar del progreso del centro y de las lenguas españolas.
1. Octubre - diciembre de 2004.[18]
2. Enero - febrero de 2005.[19]
3. Marzo - abril de 2005.[20]
4. Mayo - junio de 2005.[21]
5. Julio - agosto de 2005.[22]
6. Septiembre - octubre de 2005.[23]
7. Noviembre - diciembre de 2005.[24]
8. Enero - febrero de 2006.[25]
9. Marzo - abril de 2006.[26]
10. Mayo - junio de 2006.[27]
11. Septiembre - octubre de 2006.[28]
12. Noviembre - diciembre de 2006.[29]
13. Enero - febrero de 2007.[30]
14. Marzo - abril de 2007.[31]
15. Mayo - junio de 2007.[32]
16. Septiembre - octubre de 2007.[33]
17. Noviembre - diciembre de 2007.[34]
18. Enero - marzo de 2008.[35]

### Anuario del español
Bajo el título genérico de El español en el mundo analiza la situación y novedades de la lengua española en sus distintos ámbitos de uso. Las sucesivas ediciones, que se publican desde 1998, forman una colección de imágenes sobre la situación del español.
1. 1998[36]
2. 1999[37]
3. 2000[38]
4. 2001[39]
5. 2002[40]
6. 2003[41]
7. 2004[42]
8. 2005[43]
9. 2006-2007[44] (Enciclopedia del español en el mundo).
10. 2008[45] (Enciclopedia del español en Estados Unidos).
11. 2009[46]
12. 2010-2011[47]
13. 2012[48]
14. 2013[49]
15. 2014[50]
16. 2015[51]

### Memoria del Instituto Cervantes
Publicación anual en la que se expone la evolución del Instituto Cervantes a lo largo del último año. Se centra en la actividad cultural y académica de cada centro y biblioteca, así como las inauguraciones que hayan tenido lugar. Se incluye información sobre el Aula Cervantes, entidades colaboradoras y patrocinadoras.
1. 2009/10.[52]
2. 2008/09.[53]
3. 2007/08.[54]
4. 2006/07.[55]
5. 2005/06.[56]
6. 2004/05.[57]
7. 2003/04.[58]

### Televisión digital
El 12 de febrero de 2008 a las 19:30 hora española peninsular, el Cervantes se convirtió en el primer instituto lingüístico europeo en tener su propio canal televisivo: CervantesTV.es. Un canal de televisión en internet con programación 24 horas al día. Su programación consiste básicamente en la promoción e información sobre el español, con boletines culturales y también entrevistas, tertulias, reportajes, música y documentales de actualidad cultural hispana.

### Otras publicaciones
- Plan curricular del Instituto Cervantes. Niveles de referencia para el español: plan esquematizado de estudio del español en seis niveles, de acuerdo a las directrices del Consejo de Europa.

- El español: una lengua viva: informe anual sobre la situación de la lengua española por todo el planeta que se incluye como capítulo inicial en el Anuario El español en el mundo.

- Guías prácticas del Instituto Cervantes : "Gramática práctica del español" (2007) ; " Ortografía práctica del español" (2009) ; " Guía práctica del español correcto" (2009) ; "Guía práctica de escritura y redacción" (2011) ; "El libro del español correcto . Claves para escribir y hablar bien en español" (2012) . "Las 500 dudas más frecuentes del español" (2013) .

## Centro Virtual Cervantes
El Centro Virtual Cervantes es un sitio web creado y mantenido por el Instituto Cervantes de España en 1997 para contribuir a la difusión de la lengua española y las culturas hispánicas.
Como complemento a la labor de los centros abiertos por el Instituto Cervantes en ciudades concretas, el Centro Virtual Cervantes apuesta por la capacidad de llegar a todo el mundo a través de Internet. Ofrece materiales y servicios para los profesores de español, los estudiantes, los traductores, periodistas y otros profesionales que trabajan con la lengua, así como para los hispanistas que se dedican a estudiar la cultura española en todo el mundo, y para cualquier persona interesada en la lengua y culturas hispánicas y en la situación del español en la red.

## Caja de las Letras
El Instituto Cervantes, aprovechando la presencia de la cámara acorazada en el sótano del edificio Cervantes de su sede de la calle Alcalá, 49, de Madrid, utiliza las cajas de seguridad para que grandes personajes de la cultura hispánica depositen un legado que no se abrirá hasta la fecha que ellos decidan.
Su primer depositario fue el escritor Francisco Ayala el 15 de febrero de 2007.
El motivo de que tenga una cámara acorazada es por haber sido antiguamente sede del Banco Central.

## Centros en el mundo

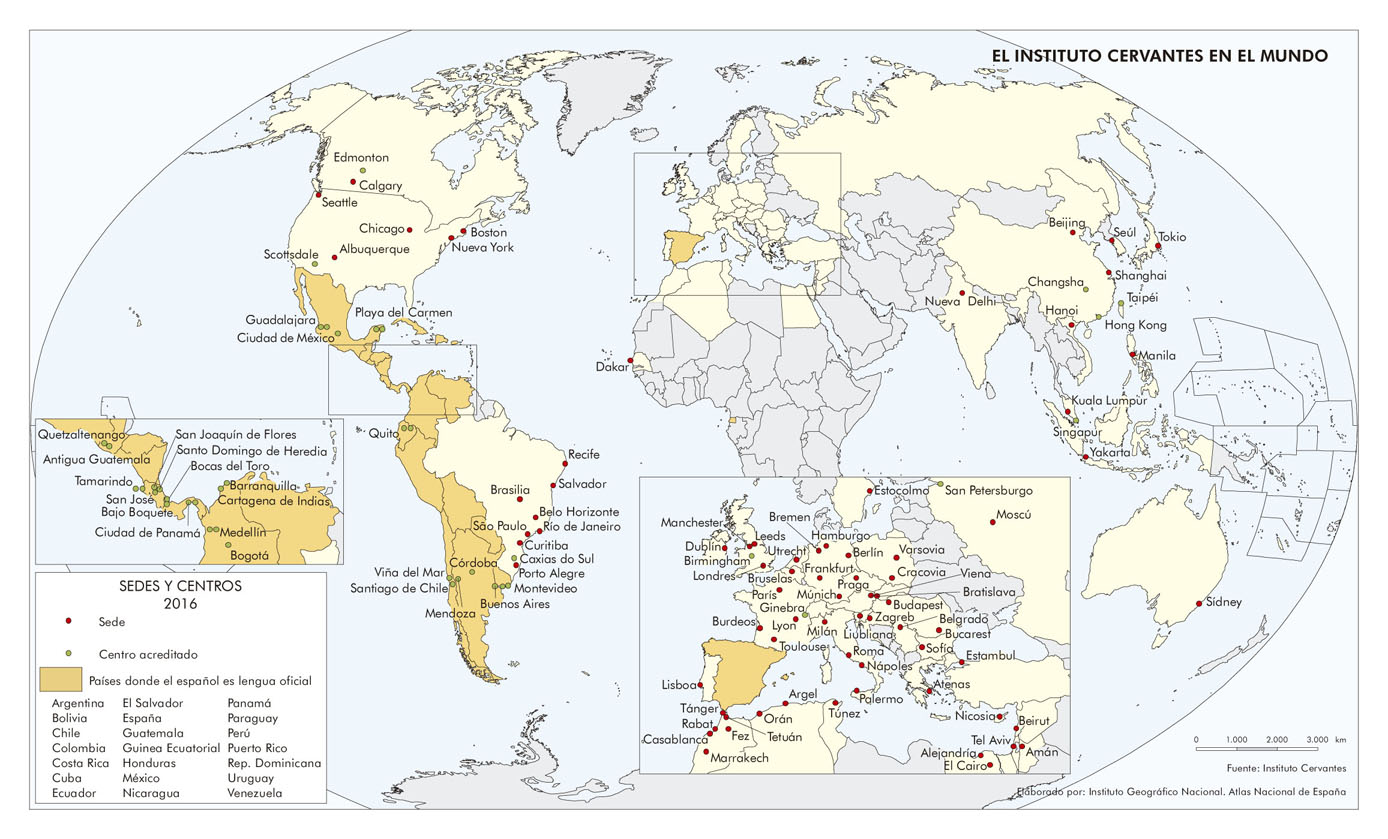
Mapa de los Institutos Cervantes en el mundo (2016).

### España
| País   | Ciudad                     | Función                                                    | Inauguración          | Biblioteca    |
| ------ | -------------------------- | ---------------------------------------------------------- | --------------------- | ------------- |
| España | Madrid                     | Sede central                                               | 11 de octubre de 2006 |               |
| España | Alcalá de Henares (Madrid) | Centro de Formación de Profesores (y antigua sede central) | 1991                  | Rafael Lapesa |

### África
| País      | Ciudad     | Director                     | Inauguración             | Biblioteca              | Página Web       |
| --------- | ---------- | ---------------------------- | ------------------------ | ----------------------- | ---------------- |
| Argelia   | Argel      | Antonio Gil de Carrasco      | 1 de abril de 1993       | Max Aub                 | IC de Argel      |
| Argelia   | Orán       | Inmaculada Jiménez Caballero | 1 de enero de 2008       | Biblioteca de Orán      | IC de Orán       |
| Egipto    | Alejandría | Luis Javier Ruiz Sierra      | 28 de septiembre de 1993 |                         |                  |
| Egipto    | El Cairo   | Luis Javier Ruiz Sierra[63]  | 18 de febrero de 1997    | Adolfo Bioy Casares     | IC de El Cairo   |
| Marruecos | Casablanca | Mª Dolores López Enamorado   | 1993                     | Calderón de la Barca    | IC de Casablanca |
| Marruecos | Fez        |                              | enero de 1993            | Manuel Altolaguirre[64] | IC de Fez        |
| Marruecos | Marrakech  |                              | 30 de octubre de 2007    | José Ángel Valente      | IC de Marrakech  |
| Marruecos | Rabat      | Javier Galván Guijo          | enero de 1993            | Benito Pérez Galdós     | IC de Rabat      |
| Marruecos | Tánger     |                              | enero de 1993            | Juan Goytisolo          | IC de Tánger     |
| Marruecos | Tetuán     |                              | enero de 1993            | Vicente Aleixandre      | IC de Tetuán     |
| Senegal   | Dakar      |                              | 23 de abril de 2010      |                         | IC de Dakar      |
| Túnez     | Túnez      | Domingo García Cañedo        | noviembre de 2004        | Dulce María Loynaz      | IC de Túnez      |

### América

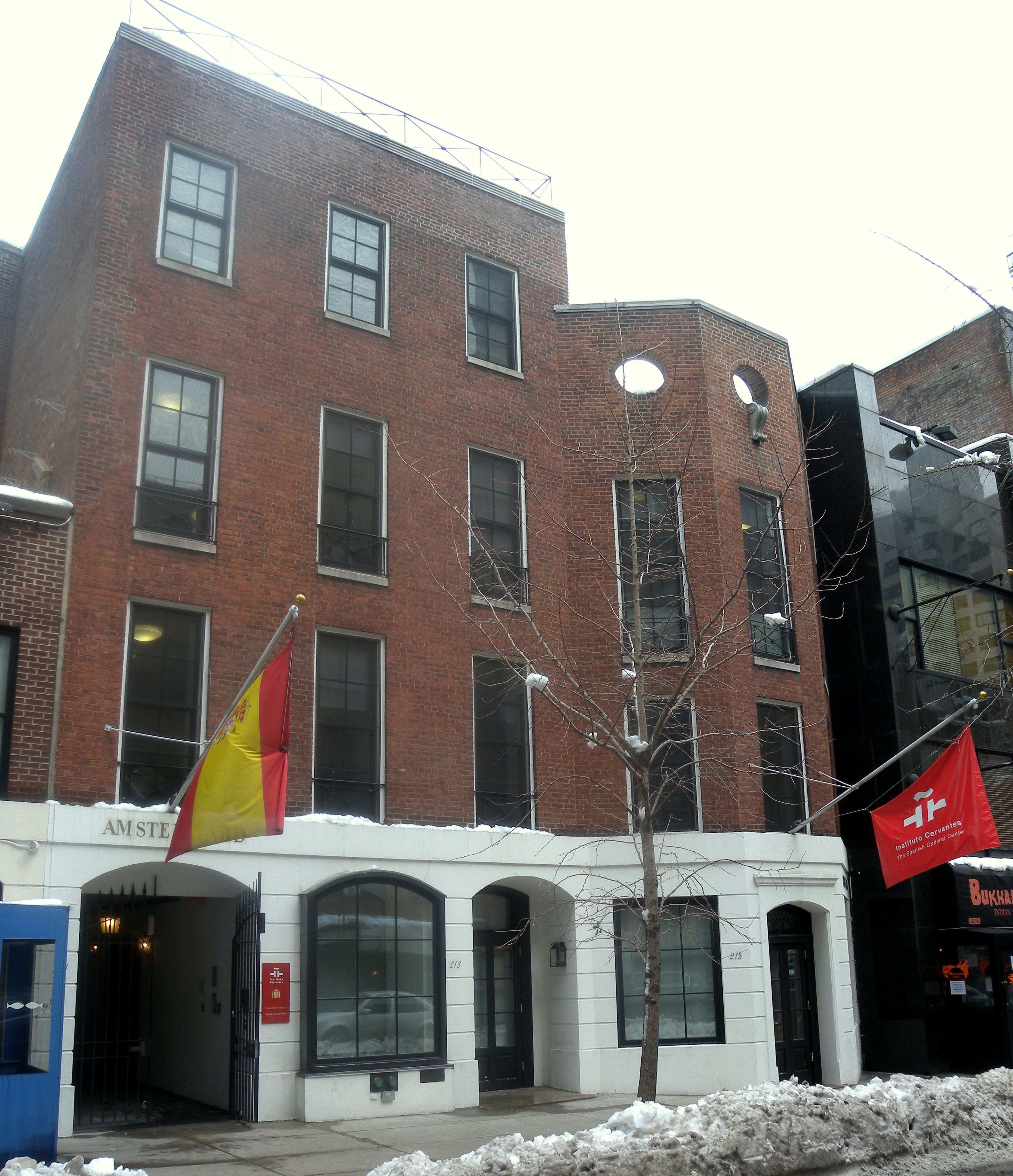
Centro Cervantes en Nueva York

| País           | Ciudad            | Director                        | Inauguración            | Biblioteca        | Página web              |
| -------------- | ----------------- | ------------------------------- | ----------------------- | ----------------- | ----------------------- |
| Brasil         | Belo Horizonte    | Ignacio Martínez Castignani     | 2008                    |                   | IC de Belo Horizonte    |
| Brasil         | Brasilia          | Pedro Jesús Eusebio Cuesta      | 17 de julio de 2007[65] | Ángel Crespo      | IC de Brasilia          |
| Brasil         | Curitiba          |                                 | 17 de julio de 2007[65] |                   | IC de Curitiba          |
| Brasil         | Porto Alegre      | Òscar Pujol Riembau             | 17 de julio de 2007[65] |                   | IC de Porto Alegre      |
| Brasil         | Recife            | Ignacio Ortega Campos           | 11 de junio de 2008     |                   | IC de Recife            |
| Brasil         | Río de Janeiro    | Antonio Martínez Luciano        | 2001                    | José García Nieto | IC de Río de Janeiro    |
| Brasil         | Salvador de Bahía | Anastasio Sánchez Zamorano      | 2007                    | Nélida Piñón      | IC de Salvador de Bahía |
| Brasil         | São Paulo         | Pedro Benítez Pérez             | 1998[66]                | Francisco Umbral  | IC de São Paulo         |
| Canadá         | Calgary           | Carlos Soler Montes             | 22 de enero de 2007     |                   | IC de Calgary           |
| Estados Unidos | Albuquerque       | Vicente Luis Mora Suárez-Varela | marzo de 2009           |                   | IC de Albuquerque       |
| Estados Unidos | Chicago           | Ignacio Olmos Serrano           | octubre de 1996         | Severo Ochoa      | IC de Chicago           |
| Estados Unidos | Nueva York        | Richard Bueno                   | 1992                    | Jorge Luis Borges | IC de Nueva York        |
| Estados Unidos | Seattle           | Richard Bueno                   | 8 de marzo de 2007      |                   | IC de Seattle           |
| Estados Unidos | Boston            | Richard Bueno                   |                         |                   | IC de Boston            |
| Estados Unidos | Los Ángeles       | Luisgé Martín                   | 13 de diciembre de 2022 | Pedro Almodóvar   | IC de Los Ángeles       |

### Oriente Próximo
| País     | Ciudad   | Director             | Inauguración      | Biblioteca       | Página web     |
| -------- | -------- | -------------------- | ----------------- | ---------------- | -------------- |
| Israel   | Tel Aviv | Julio Martínez       | 1998              | Camilo José Cela | IC de Tel Aviv |
| Jordania | Amán     | Antonio Lázaro       | noviembre de 1994 |                  | IC de Amán     |
| Líbano   | Beirut   | Eduardo Calvo García | 1991              |                  | IC de Beirut   |
| Siria    | Damasco  | -                    | 2000              | Álvaro Cunqueiro | IC de Damasco  |

### AsiayOceanía

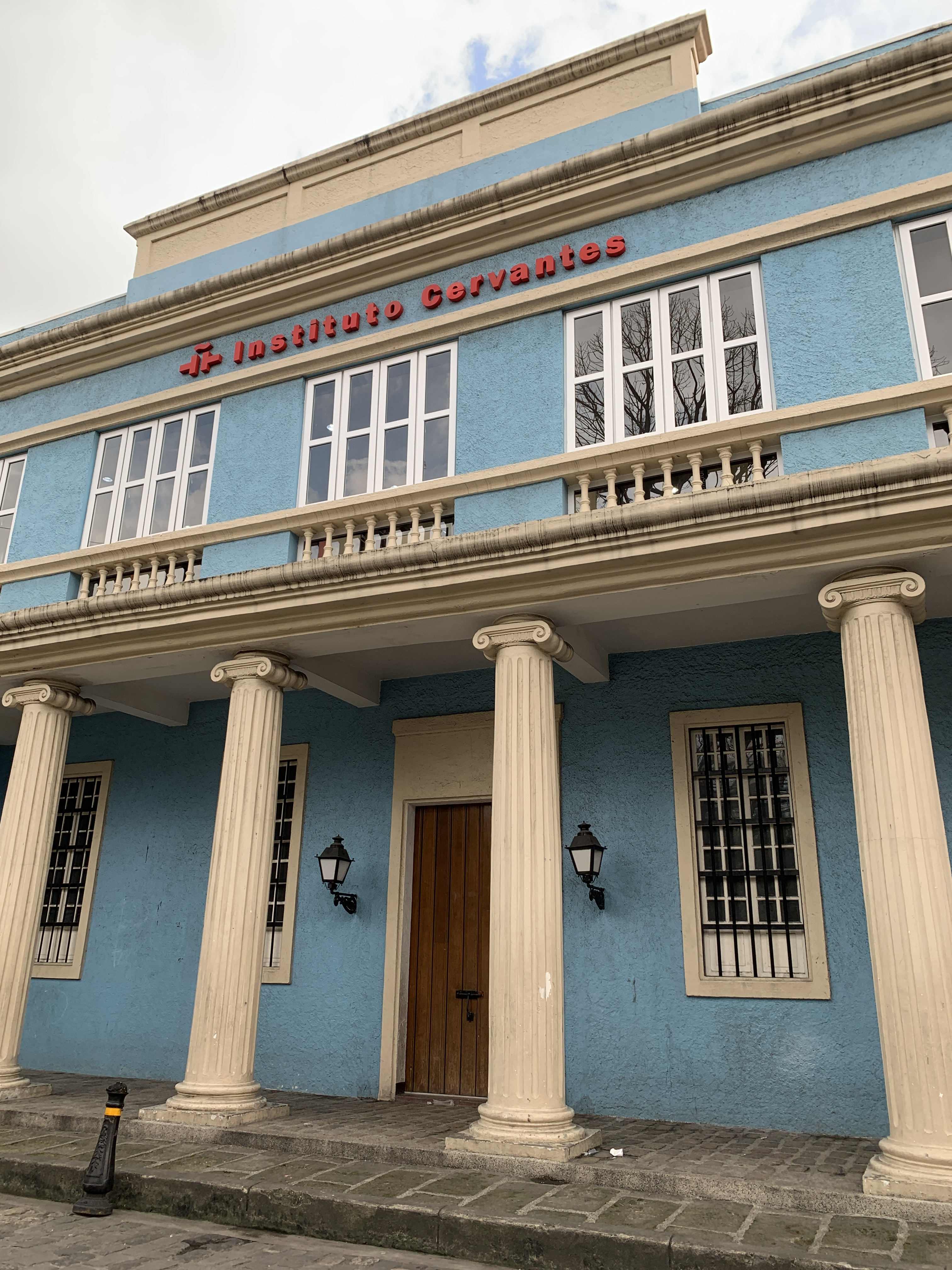
Instituto Cervantes en Intramuros, Manila

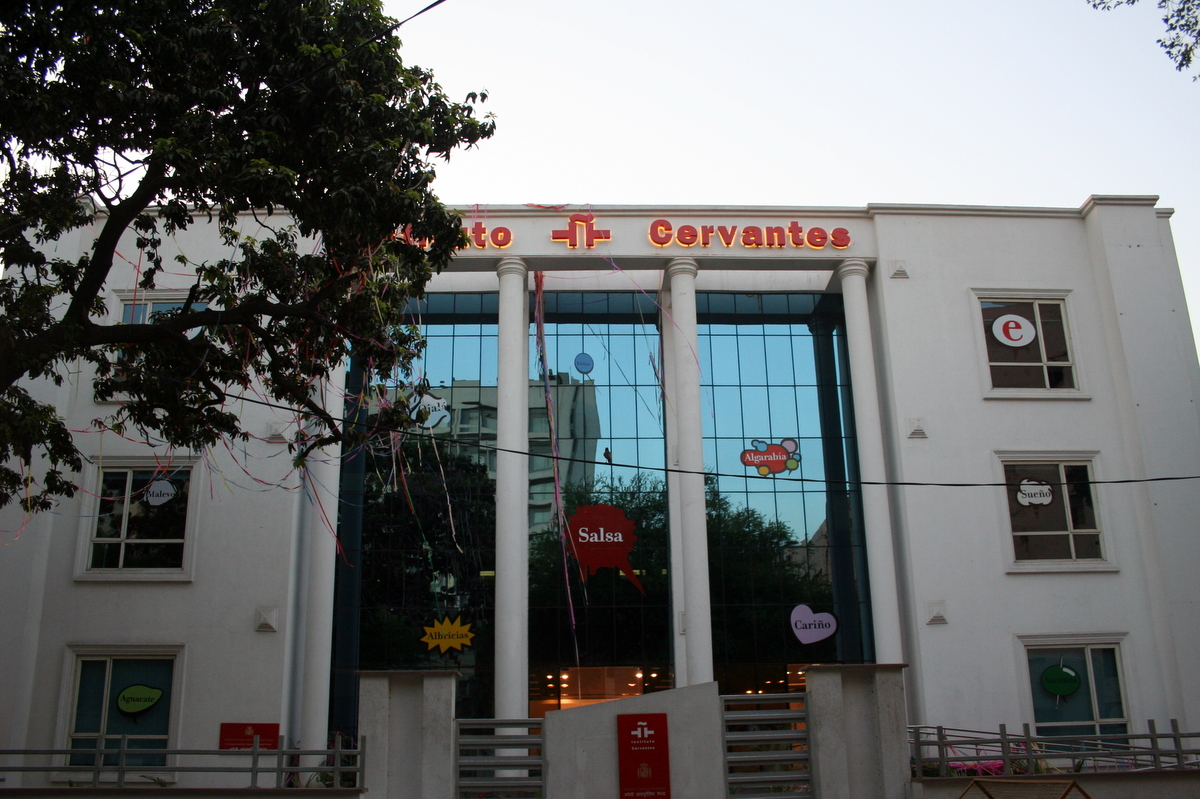
Centro Cervantes en Nueva Delhi

| País          | Ciudad          | Director                                         | Inauguración                 | Biblioteca                 | Página web         |
| ------------- | --------------- | ------------------------------------------------ | ---------------------------- | -------------------------- | ------------------ |
| Vietnam       | Hanói           |                                                  | 8 de mayo de 2001            |                            | IC de Hanói        |
| Corea del Sur | Seúl            | Rubén Cabello                                    | 1 de abril de 2011           | Biblioteca Seúl            | IC de Seúl         |
| Malasia       | Kuala Lumpur    | Universidad de Arte y Tecnología HELP de Malasia | 1 de mayo de 2003            |                            | IC de Kuala Lumpur |
| Filipinas     | Manila y Makati | Carlos Madrid Álvarez-Piñer                      | 6 de mayo de 1994[67]        | Miguel Hernández           | IC de Manila       |
| Australia     | Sídney          | Raquel Romero Guillemas                          | 25 de junio de 2009[67]      | Gabriela Mistral           | IC de Sídney       |
| India         | Nueva Delhi     | Carlos Varona                                    | 11 de noviembre de 2009[68]  | Zenobia-Juan Ramón Jiménez | IC de Nueva Delhi  |
| Japón         | Tokio           | Víctor Ugarte Farrerons                          | 1 de septiembre de 2007[69]  | Federico García Lorca      | IC de Tokio        |
| China         | Pekín           | Inma González Puy                                | 14 de julio de 2006[70]      | Antonio Machado            | IC de Pekín        |
| China         | Shanghái        | Inma González Puy                                | 10 de septiembre de 2024[71] | Antonio Machado            | IC de Shanghái     |
| Indonesia     | Yakarta         |                                                  | 4 de marzo de 2004[72]       |                            | IC de Yakarta      |

### Europa

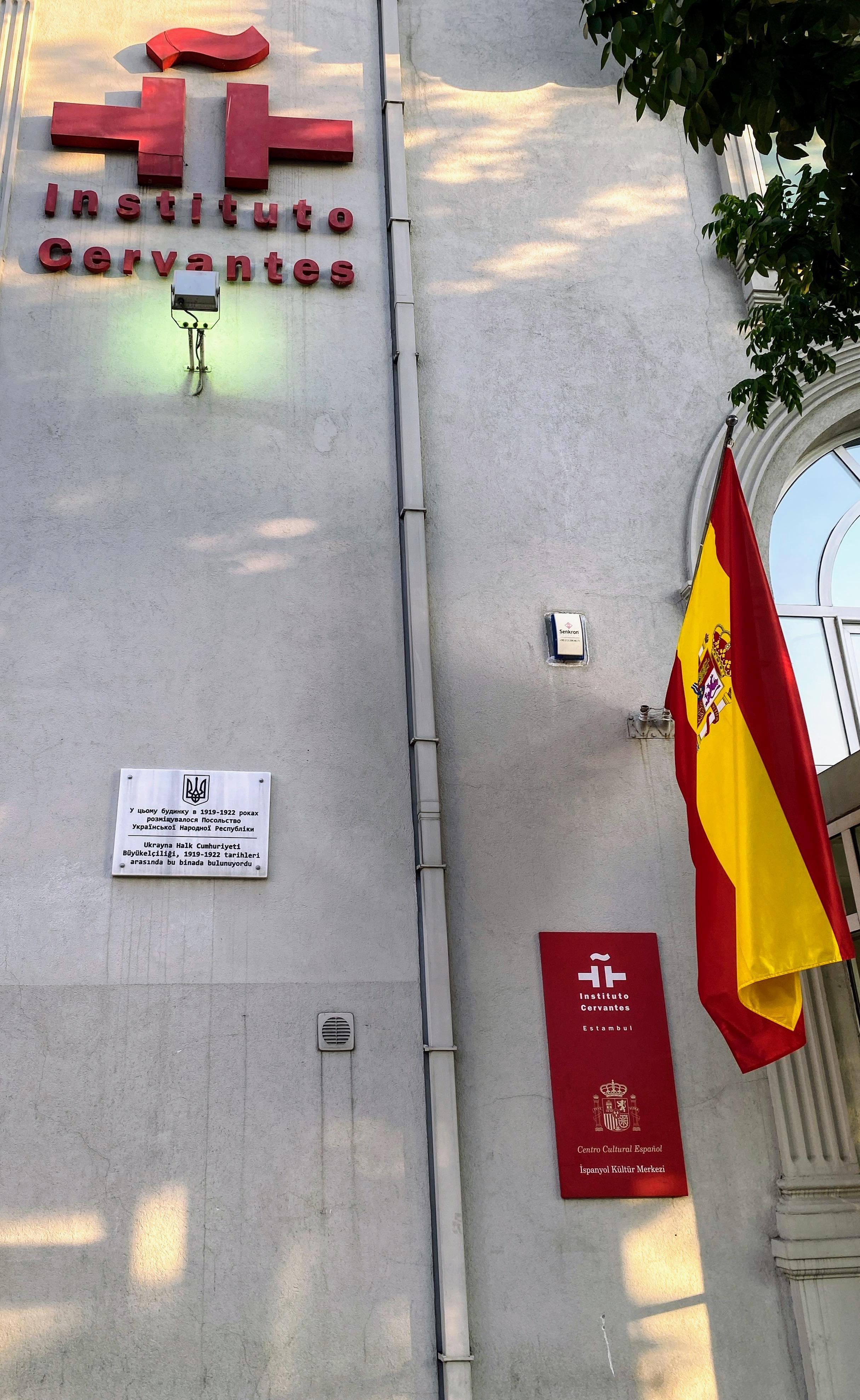
Instituto Cervantes de Estambul

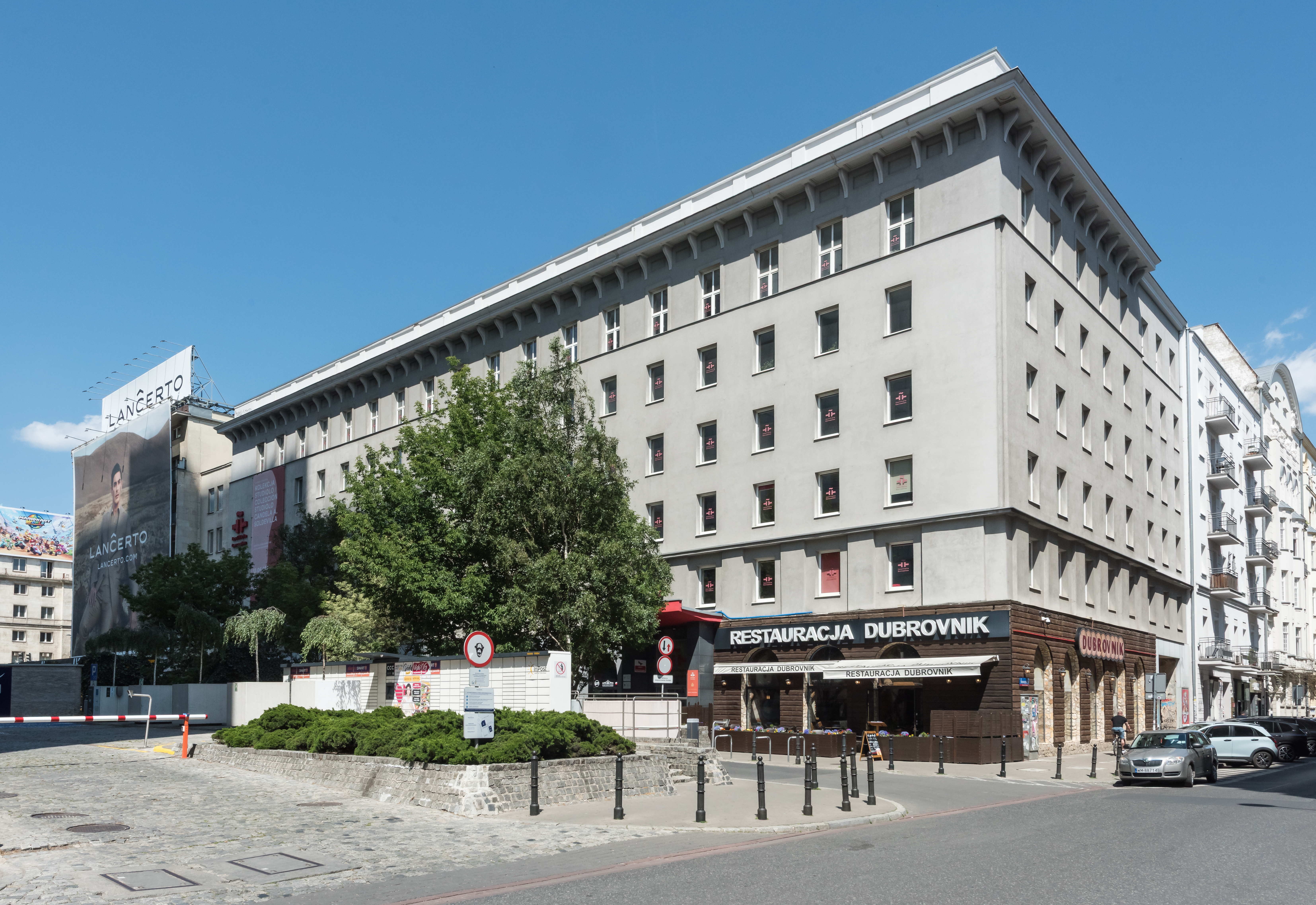
Instituto Cervantes en Varsovia; inaugurado en 2008, es el mayor centro del Instituto Cervantes del mundo con una superficie de 4000 m².

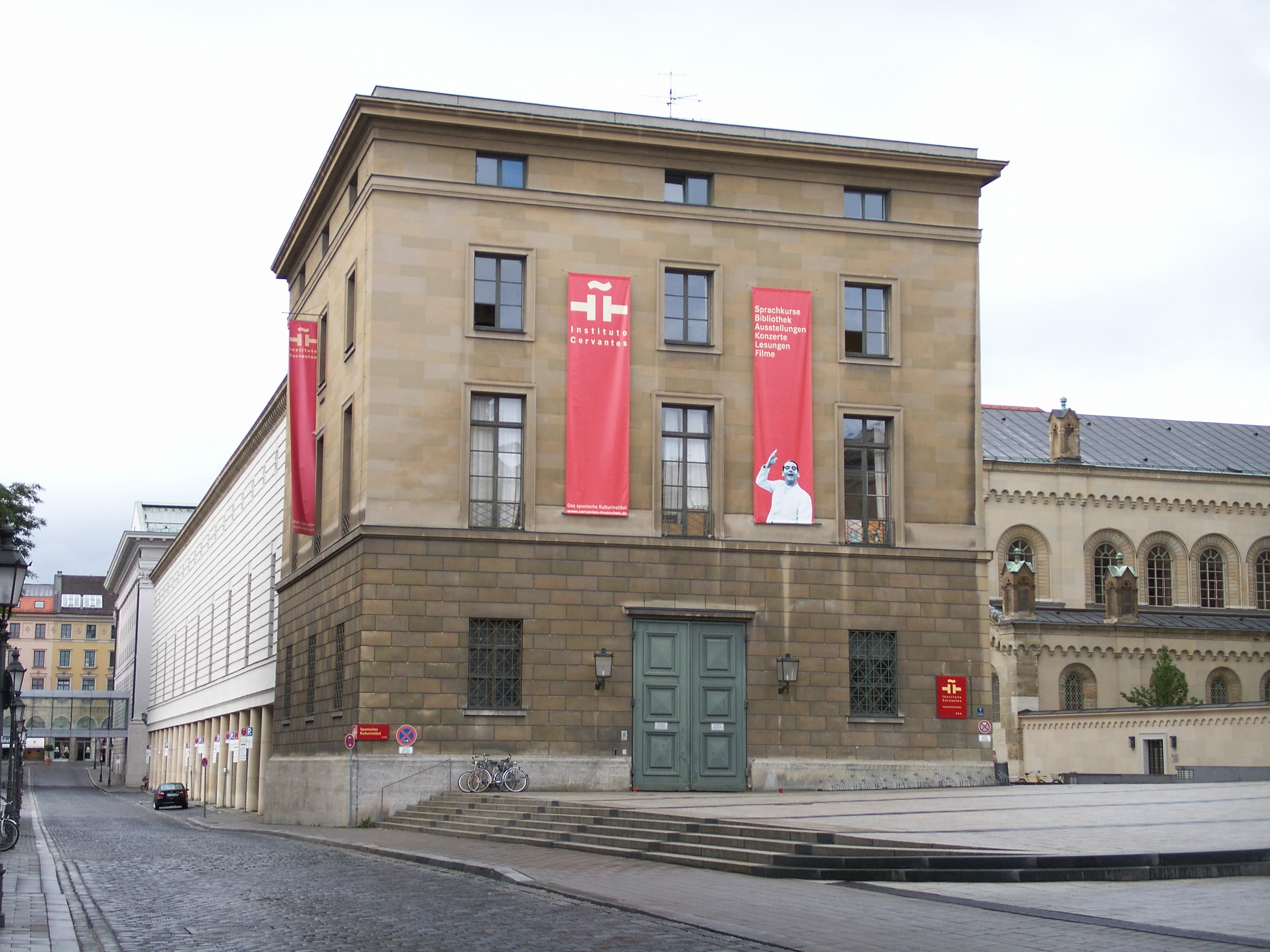
Centro Cervantes de Múnich

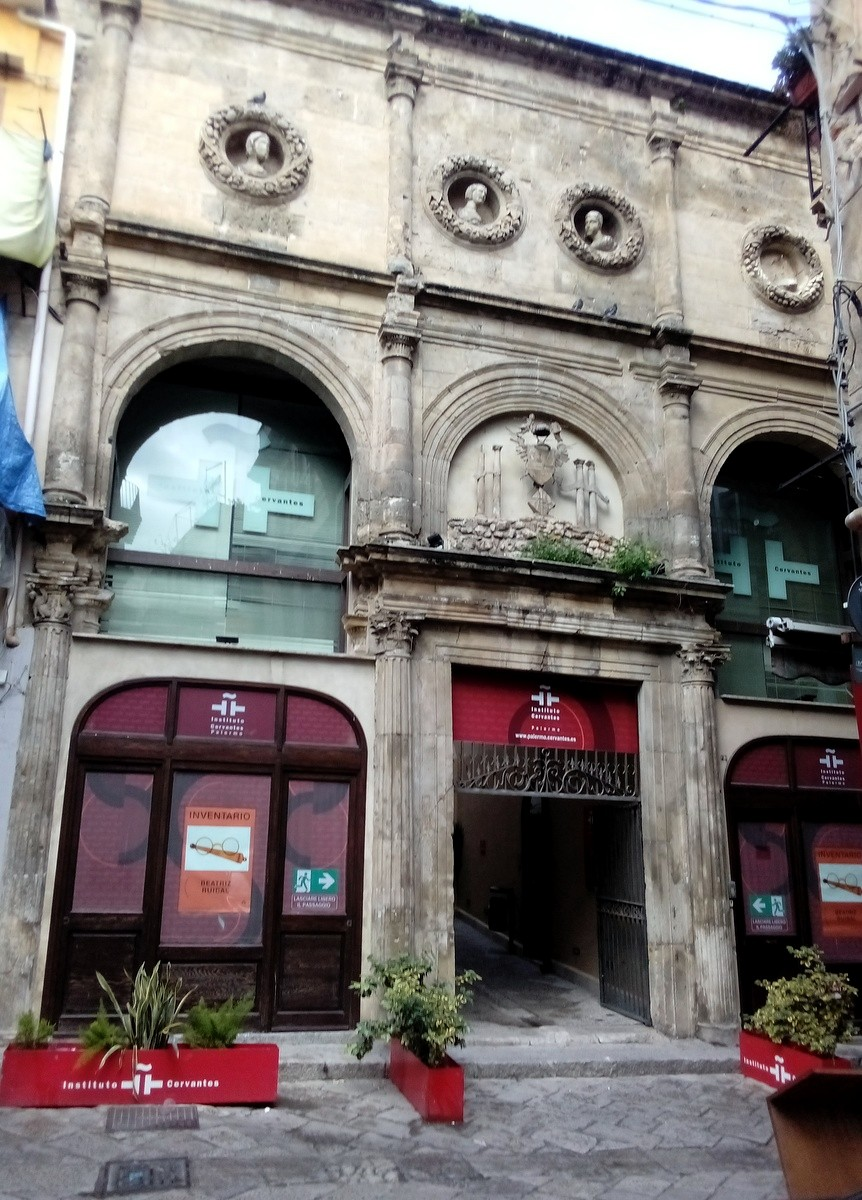
Instituto Cervantes en Palermo

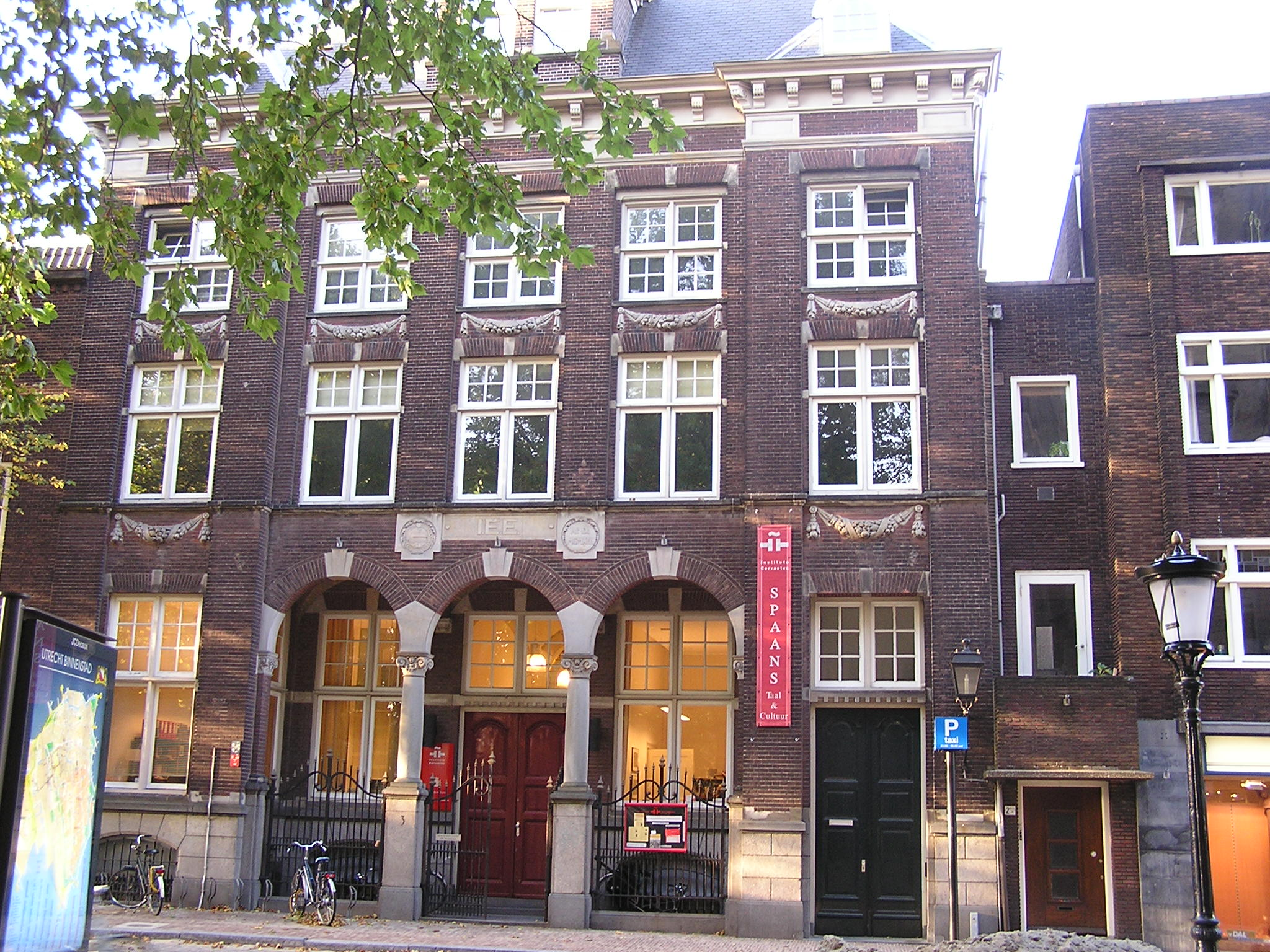
Centro del Instituto en Utrecht

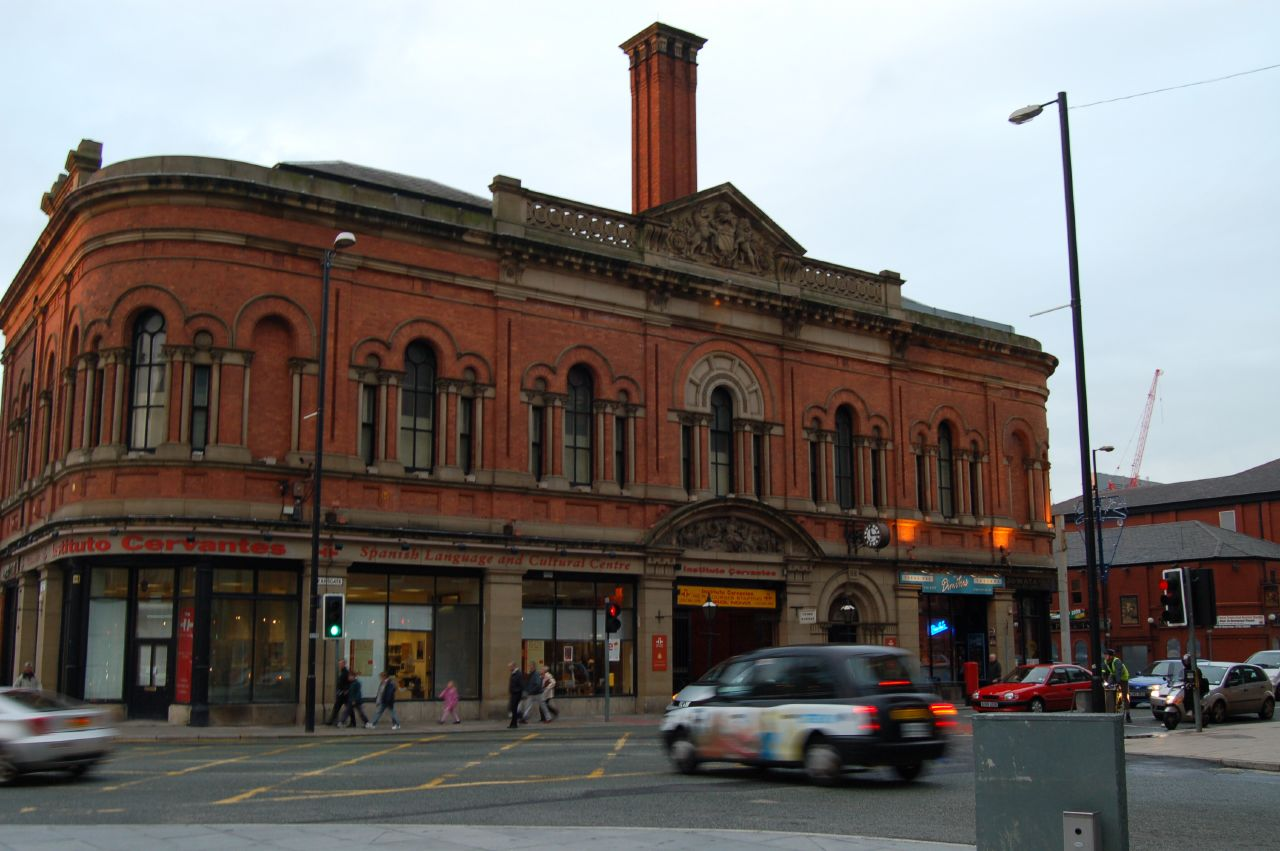
Centro Cervantes en Mánchester

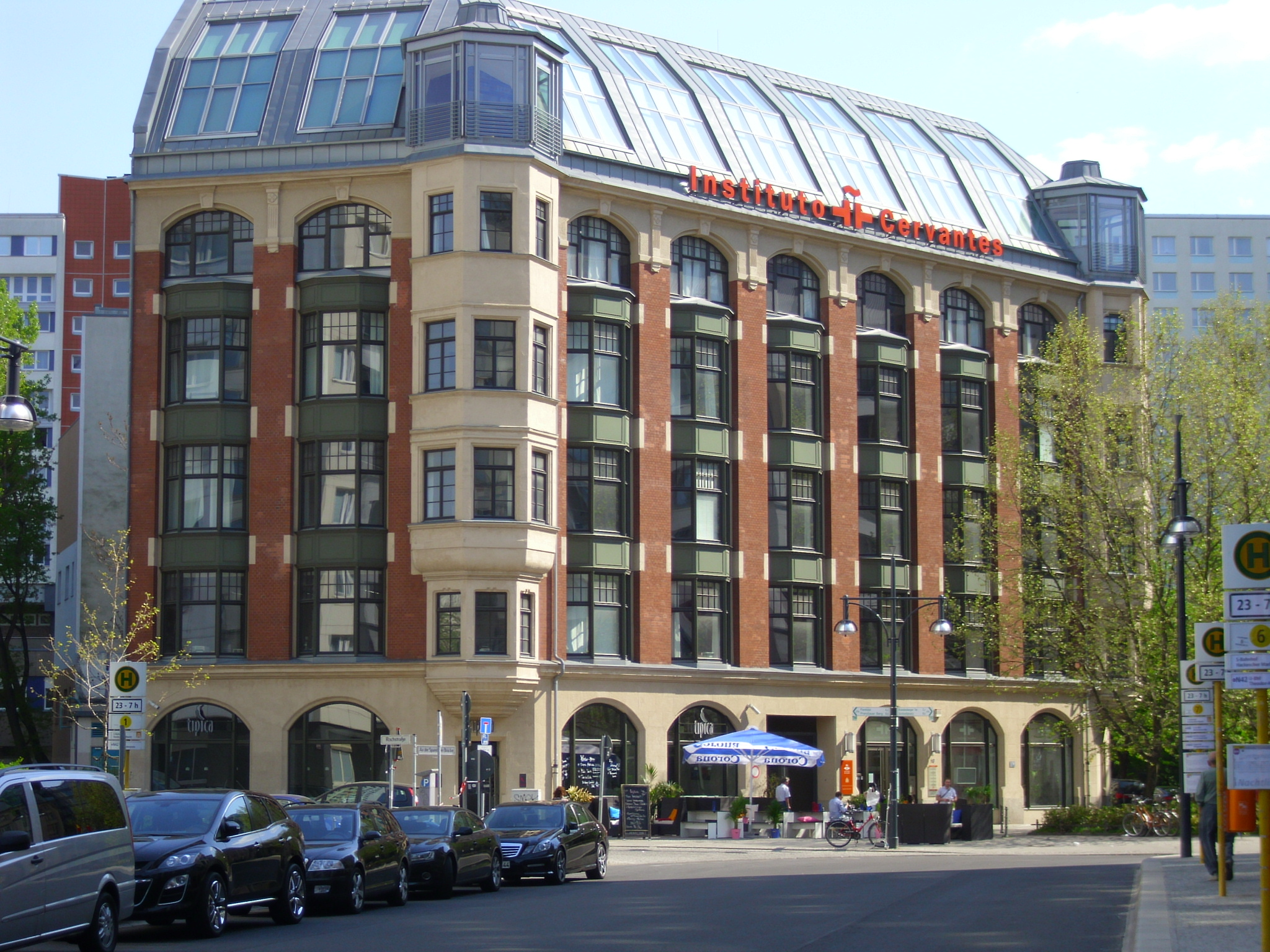
Centro Cervantes en Berlín

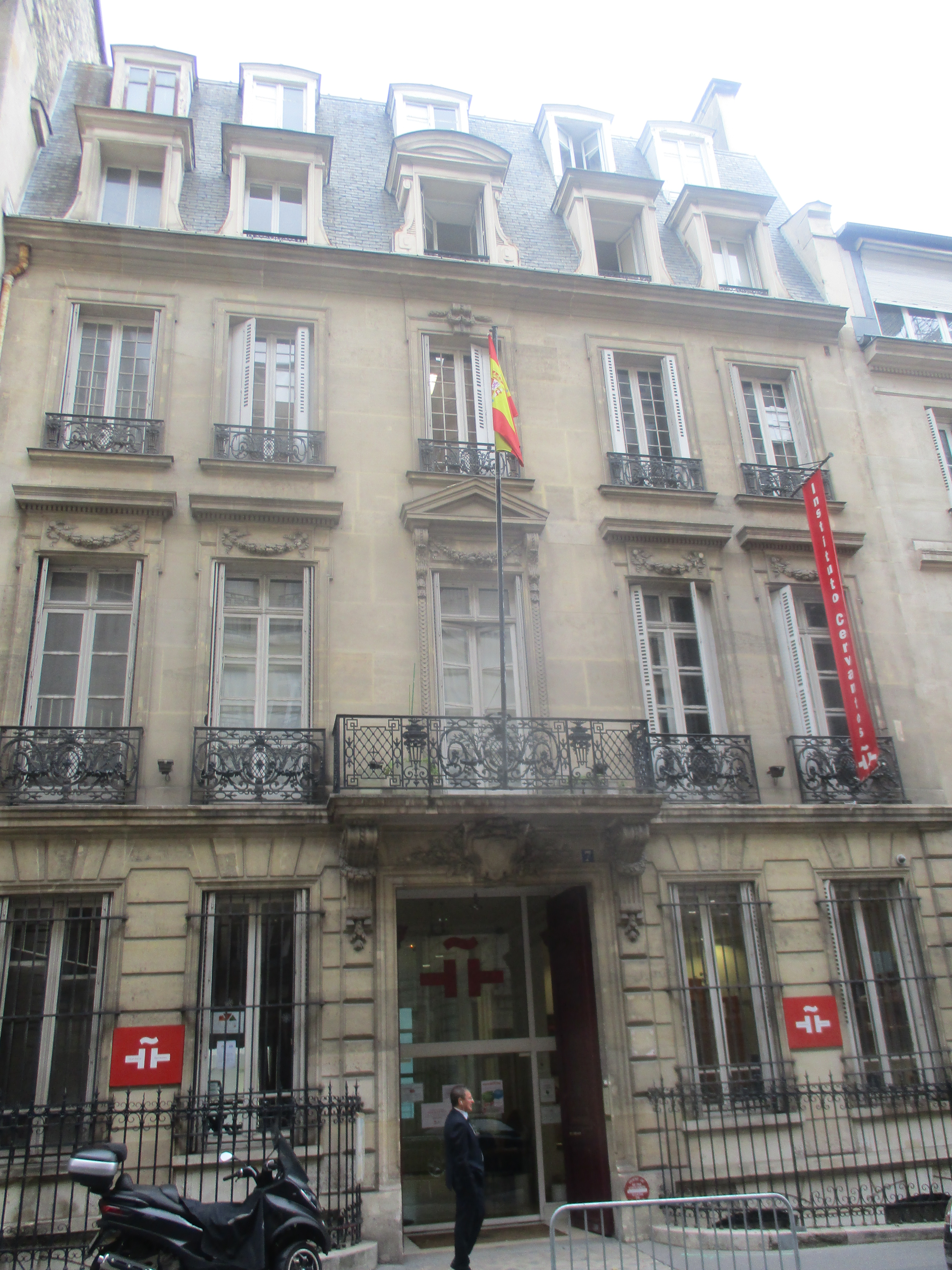
Centro Cervantes en París

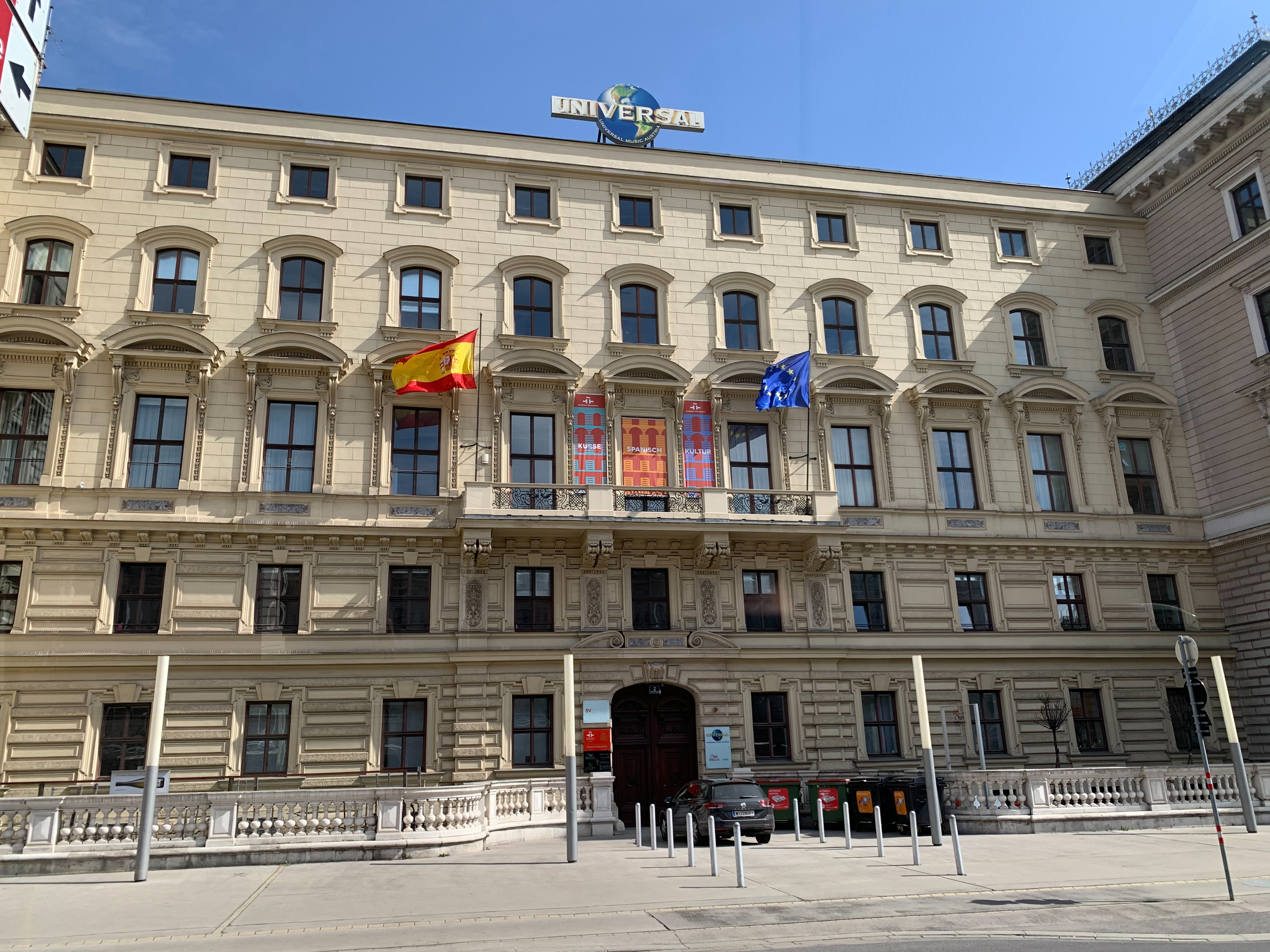
Sede del Instituto Cervantes en Viena

| País            | Ciudad             | Director                       | Inauguración                               | Biblioteca                 |
| --------------- | ------------------ | ------------------------------ | ------------------------------------------ | -------------------------- |
| Alemania        | Berlín             | Cristina Conde de Beroldingen  | 18 de marzo de 2003[74]                    | Mario Vargas Llosa[74]     |
| Alemania        | Bremen             | Helena Cortés Gabaudan         | 22 de septiembre de 1995                   | Gonzalo Rojas              |
| Alemania        | Fráncfort del Meno | Ramiro Alonso de Villapadierna | 22 de octubre de 2008                      | Antonio Gamoneda           |
| Alemania        | Hamburgo           | Helena Cortés Gabaudan         | octubre de 2006                            |                            |
| Alemania        | Múnich             | Ferran Ferrando Melià          | 1994                                       | Augusto Roa Bastos         |
| Austria         | Viena              | Carlos Ortega Bayón            | 24 de marzo de 1994                        | Juan Gelman                |
| Bélgica         | Bruselas           | Felipe Santos                  | 1998 (nueva sede 2016)                     | Gerardo Diego              |
| Bulgaria        | Sofía              | Luisa Fernanda Garrido         | 10 de febrero de 2006[75]                  | Sergio Pitol[75]           |
| Croacia         | Zagreb             | José Ignacio Urquijo Sánchez   | 8 de abril de 2002                         |                            |
| Chipre          | Nicosia            |                                | 16 de febrero de 2011                      |                            |
| Eslovaquia      | Bratislava         | Carlos Ortega Bayón            | 1 de septiembre de 2004                    |                            |
| Eslovenia       | Liubliana          | Ferran Ferrando Melià          | 21 de abril de 2005                        |                            |
| Francia         | Burdeos            | Teresa Imízcoz Beunza[63]      | 1992                                       | Antonio Buero Vallejo      |
| Francia         | Lyon               |                                | 12 de noviembre de 2003                    | Gabriel Aresti             |
| Francia         | París              | Juan Manuel Bonet[76]          | 14 de febrero de 1992                      | Octavio Paz                |
| Francia         | Toulouse           | María Jesús García González    | 3 de junio de 1996                         | Manuel Azaña               |
| Grecia          | Atenas             | Víctor Andresco[76]            | noviembre de 1992                          | Juan Carlos Onetti         |
| Hungría         | Budapest           | Iñaki Abad Leguina             | 8 de septiembre de 2004[77]                | Ernesto Sabato[77]         |
| Irlanda         | Dublín             | Julia Piera Abad               | enero de 2008                              | Dámaso Alonso              |
| Italia          | Milán              | Arturo Lorenzo                 | 26 de octubre de 1994                      | Jorge Guillén              |
| Italia          | Nápoles            | Luisa Castro                   | octubre de 1994                            | Rafael Alberti             |
| Italia          | Palermo            | Francisco Corral               | 5 de junio de 2006                         | Salvador Espriu            |
| Italia          | Roma               | Sergi Rodríguez López-Ros      | 26 de octubre de 1994                      | María Zambrano             |
| Islandia        | Reikiavik          | Ferran Ferrando Melià          | 3 de marzo de 2007                         |                            |
| Países Bajos    | Utrecht            |                                | 18 de febrero de 1997                      | José Jiménez Lozano        |
| Polonia         | Cracovia           | Abel Murcia Soriano            | 11 de junio de 2012                        |                            |
| Polonia         | Varsovia           | Yolanda Soler Onis             | noviembre de 1994                          | Guillermo Cabrera Infante  |
| Portugal        | Lisboa             | José María Martín Valenzuela   | marzo de 1993                              | Gonzalo Torrente Ballester |
| Reino Unido     | Leeds              | Francisco Oda Ángel            | 28 de septiembre de 1992                   |                            |
| Reino Unido     | Londres            | Ignacio Peyró                  | 28 de septiembre de 1993 (nueva sede 2016) |                            |
| Reino Unido     | Mánchester         | Iñaki Abad                     | 20 de junio de 1997[78]                    | Jorge Edwards              |
| República Checa | Praga              | Ramiro Villapadierna           | septiembre de 2005                         | Carlos Fuentes[79]         |
| Rumanía         | Bucarest           | Joaquín Garrigós Bueno         | 25 de enero de 1995                        | Luis Rosales               |
| Rusia           | Moscú              | Josep Maria de Sagarra         | 6 de febrero de 2002[80]                   | Miguel Delibes             |
| Serbia          | Belgrado           | Enrique Camacho                | 20 de diciembre de 2004                    | José Hierro                |
| Suecia          | Estocolmo          | Joan M. Álvarez Valencia       | 19 de abril de 2005[81]                    | Francisco Ayala[81]        |
| Turquía         | Estambul           | Pablo Martín Asuero            | 1 de septiembre de 2012[82]                | Álvaro Mutis               |

### Aulas Cervantes

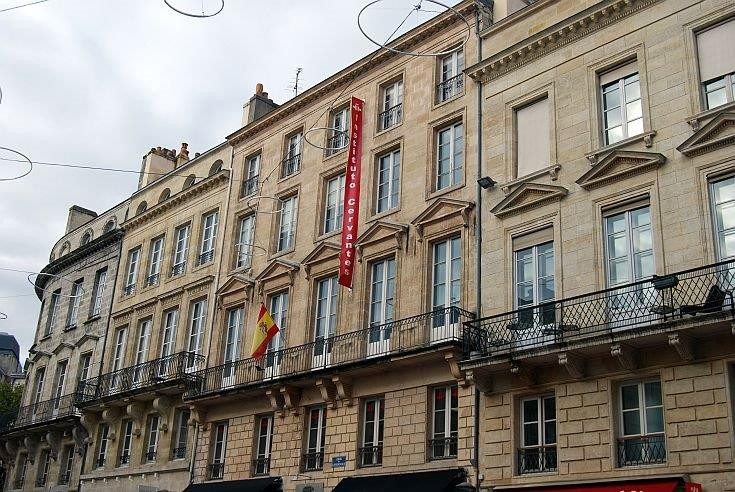
Sede del Instituto Cervantes en Burdeos (Francia)

| País                                                    | Ciudad                        |
| ------------------------------------------------------- | ----------------------------- |
| Argelia                                                 | Annaba                        |
| Argelia                                                 | Bugía                         |
| Argelia                                                 | Blida                         |
| Argelia                                                 | Mostaganem                    |
| Argelia                                                 | Sidi Bel Abbes                |
| Argelia                                                 | Sétif                         |
| Argelia                                                 | Tlemcen                       |
| China                                                   | Chongqing[83]                 |
| Costa de Marfil                                         | Abiyán                        |
| Estados Unidos                                          | Boston                        |
| Estados Unidos                                          | Miami                         |
| Filipinas                                               | Zamboanga (sin inaugurar)[83] |
| Filipinas                                               | Cebú (sin inaugurar)[83]      |
| Indonesia                                               | Yakarta                       |
| Marruecos                                               | Alhucemas                     |
| Marruecos                                               | Chauen                        |
| Marruecos                                               | Larache                       |
| Marruecos                                               | Nador                         |
| Guinea Ecuatorial (Centro Cultural de España en Malabo) | Malabo                        |
| Guinea Ecuatorial (Centro Cultural de España en Bata)   | Bata                          |

### Aperturas previstas
El Instituto Cervantes también estudia la próxima apertura de unidades en otras ciudades del mundo. Se ha planeado abrir centros o aulas en Cotonú, Porto Novo, Koror, Libreville, Acra, Luena, Belice, Toronto, Apia, Boa Vista, Pangai, Majuro, Puerto Príncipe, Guadalcanal, Ponapé, Pago Pago, Nasáu, Dresde, Leipzig, San Petersburgo, Dávao, Port Vila, Agaña, General Santos, Yaren, Saipán, Puerto Princesa, Puerto España, Qingtian, Semporna, Tarawa Sur  y Keelung.
Todavía no hay ningún centro en el Sáhara Occidental, único territorio de población árabe donde se habla español. Actualmente se estudia un proyecto para establecer aulas en El Aaiún a través de AECID.
| País            | Ciudad           | Fecha de apertura | Nota                                       |
| --------------- | ---------------- | ----------------- | ------------------------------------------ |
| Canadá          | Toronto          | 2024-2025         |                                            |
| Estados Unidos  | Washington D. C. | Por anunciar      |                                            |
| Gibraltar       | Gibraltar        | 2021-2022         | Reapertura de centro.                      |
| Costa de Marfil | Abiyán           | Por anunciar      | "Punto de apoyo" en la embajada de España. |

## Premios Eñe
El Instituto Cervantes creó en 2005 los Premios Eñe, que pretenden reconocer la trayectoria de artistas, cineastas, escritores, políticos, empresarios y todas aquellas personas, cuya lengua materna sea distinta de la española, que se hayan distinguido por la difusión e impulso internacional del español.

## Premios recibidos
El 1 de junio de 2005, el Instituto Cervantes recibió el Premio Príncipe de Asturias de Comunicación y Humanidades de dicho año, compartido con la Alianza Francesa, la Sociedad Dante Alighieri, el Consejo Británico, el Instituto Camões y el Instituto Goethe.

## Organización

### Patronato
Su función es dirigir las orientaciones generales de las actividades del Instituto y conocer anualmente sus actividades. Está integrado por el rey de España como presidente de honor. La Presidencia Ejecutiva la ejerce el presidente del Gobierno, los ministros de Asuntos Exteriores, de Educación y Ciencia, Cultura, el presidente y vicepresidente del Consejo de Administración, el director del Instituto, 25 vocales electos por instituciones culturales y de la lengua (Real Academia Española, las academias de la lengua de Hispanoamérica y Filipinas, universidades, academias españolas y otras organizaciones) y vocales por derecho propio (natos) como lo son los ganadores del Premio Cervantes.

### Consejo de administración
El Consejo está encargado de elaborar los planes generales de actividades, vigilar la ejecución del presupuesto y aprobar las transferencias a terceros. Está presidido por el secretario de Estado de Cooperación Internacional, dos vicepresidentes (subsecretario del Ministerio de Educación y Ciencia y el subsecretario del Ministerio de Cultura), dos consejeros del patronato, cuatro consejeros de los Ministros de Asuntos Exteriores, de Educación y Ciencia, de Cultura y de Economía y Hacienda y el director del Instituto.

### Director

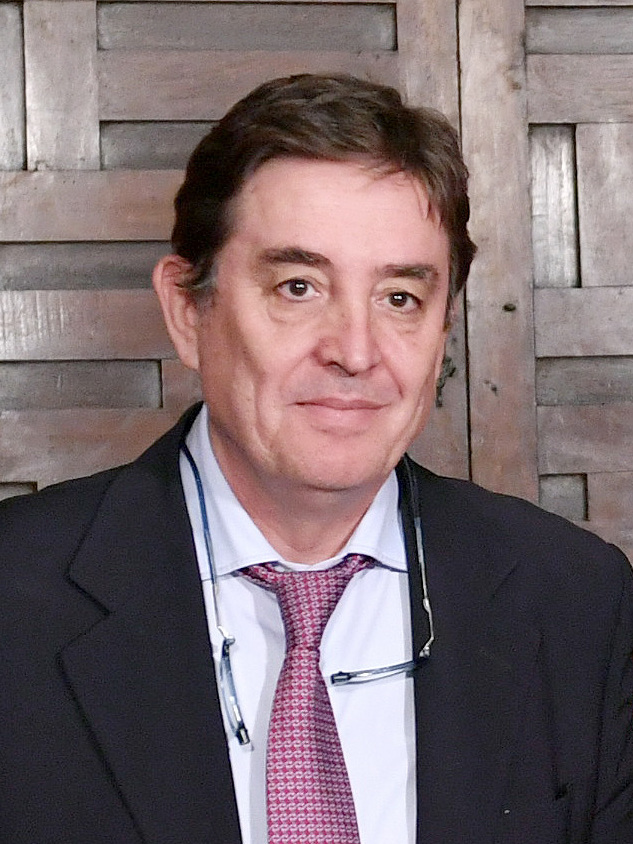
Luis García Montero, director desde 2018, en 2019.

Es el encargado de llevar dirección y demás labores ejecutivas y administrativas pertinentes del Instituto Cervantes. Es nombrado por el Gobierno español.
Hasta la fecha han sido directores:
- Nicolás Sánchez-Albornoz (1991-1996)
- Santiago de Mora-Figueroa y Williams, Marqués de Tamarón (1996-1999)
- Fernando Rodríguez Lafuente (1999-2001)
- Jon Juaristi (2001-2004)
- César Antonio Molina (2004-2007), que acordó promocionar el valenciano en los centros del Instituto.[90]
- Carmen Caffarel (2007-2012)
- Víctor García de la Concha (2012-2017)
- Juan Manuel Bonet (2017-2018)
- Luis García Montero (2018-)

### Colaboradores
- Agencia EFE, divulgando sus noticias a través de portales como español.es o española.es.
- Agencia Española de Cooperación Internacional, véase también Centro Cultural de España.
- Asociación de Academias de la Lengua Española, que propuso a la Acadèmia Valenciana.
- Ayuntamiento de Sevilla, para extender la presencia de Sevilla en el mundo.[91]
- BBVA
- CSIC, para divulgar los avances científicos españoles.
- Cruz Roja, para la enseñanza del idioma a los inmigrantes.
- Federación de Escuelas de Español como lengua Extranjera, FEDELE para la formación de profesores y la promoción del español.[92]
- Festival de Cine de San Sebastián
- Fundación José Ortega y Gasset, organización de diversos cursos.
- Fundación Pablo Iglesias, en la organización de exposiciones.
- Fundación Reed
- Fundación Universidad de La Rioja, organización de diversos cursos.
- Gas Natural, para la recuperación de la Gruta Cervantes (escondite usado por Miguel de Cervantes en una de sus fugas).
- Generalidad Valenciana
- Grupo Prisa, en la difusión de la cultura y el idioma español.
- Grupo Santander
- Inditex, para enseñar español a sus empleados en todo el mundo.[93]
- Institución Alfons el Magnànim
- Institut Ramon Llull
- IVAM, con el que se exhibirán sus fondos en todo el mundo.[94]
- Radio Nacional de España, para difundir el español con el programa Un idioma sin fronteras.
- Repsol YPF, para la recuperación de la Gruta Cervantes.
- Real Academia de la Lengua Vasca, para fomentar la enseñanza de la lengua vasca.[95]
- Real Academia Gallega
- RTVE, en diversos proyectos de difusión del español.[96]
- SGAE, para promocionar a los autores españoles.
- Universia
- Universidad Antonio de Nebrija, organización de diversos cursos.
- Universidad Autónoma de Barcelona, organización de diversos cursos.
- Universidad Autónoma de Nuevo León
- Universidad de Alcalá de Henares
- Universidad de Granada, organización de diversos cursos.
- Universidad de Murcia, organización de diversos cursos.
- Universidad de Lund
- Universidad de São Paulo
- Universidad de Zaragoza, organización de cursos de formación de profesorado.
- Universidad Estatal de Campinas
- Universidad Internacional de Andalucía, organización de diversos cursos.
- Universidad Internacional Menéndez Pelayo, organización de diversos cursos.
- Universidad Nacional Autónoma de México
- Universidad Nacional de Guinea Ecuatorial, organización de la cátedra de estudios afroiberoamericanos.
- Universidad Pública de Navarra, organización de diversos cursos.